# Cheryl Miller
Cheryl Deann Miller (Riverside, 3 gennaio 1964) è un'ex cestista e allenatrice di pallacanestro statunitense.
Sorella maggiore di Reggie Miller, star della NBA negli anni novanta, e sorella minore dell'ex catcher nella MLB Darrel Miller, è membro della Basketball Hall of Fame e si è laureata campionessa olimpica a Los Angeles 1984.

## Carriera

### La high school
Dal 1978 al 1982 Cheryl Miller giocò nella squadra della Riverside Polytechnic High School, una scuola superiore della sua città natale, portando il team ad un record di 132 vittorie e 4 sconfitte. Fu il primo giocatore, maschio o femmina, ed essere nominato All-American dalla rivista Parade per quattro anni consecutivi. Durante l'ultimo anno, segnò 105 punti in una partita contro la Norte Vista High School.

### L'università
Dopo la high school, Cheryl Miller passò alla University of Southern California (USC). Alta 1,87 m, giocava come ala piccola. Nei quattro anni di pallacanestro universitaria realizzò 3.018 punti, seconda di tutti i tempi dopo Carol Blazejowski. Venne nominata All-American quattro volte, vinse il premio Naismith come miglior giocatore universitario dell'anno per tre volte, e ricevette il trofeo Wade.
Miller portò i Trojans di USC a vincere due titoli NCAA nel 1983 e 1984, venendo nominata MVP del torneo, e ad un record di 112 vinte e 20 perse. Nella sua ultima stagione, vinse per la terza volta il premio Naismith, nonché il premio Broderick e fu nominata cestista universitaria dell'anno; stabilì diversi record per USC, tra cui punti realizzati (3.018 totali, 23,6 a partita), rimbalzi (1.534 totali, 12,0 a partita), tiri (1.159), tiri liberi (700) e palle rubate (462).
Nel frattempo con la maglia della nazionale statunitense Cheryl Miller aveva vinto la medaglia d'oro ai Giochi panamericani di Caracas del 1983, alle Olimpiadi di Los Angeles nel 1984 e ai Goodwill Games di Mosca nel 1986.
Nel 1986, suo ultimo anno di università, Sports Illustrated la definì il cestista più forte di tutta la nazione, in campo maschile e femminile. Fu la prima donna a ricevere una nomination per il Premio Sullivan, assegnato dalla Amateur Athletic Union (AAU) al miglior sportivo non professionista statunitense. La USC ritirò il suo numero di casacca, il 31, onore che non era mai stato concesso prima ad un giocatore dei Trojans.

### Dopo l'università
Dopo la laurea, Cheryl Miller ricevette proposte di ingaggio da varie leghe professionistiche, compresa la lega maschile United States Basketball League. Tuttavia gli infortuni al ginocchio le impedirono di continuare a giocare. Dal 1986 al 1991 lavorò come assistente allenatore alla USC e come commentatrice sportiva alla televisione.
Dal 1993 al 1995 fu capo allenatore di USC, portando la squadra al torneo NCAA per due stagioni, con un record complessivo di 44 vittorie e 14 sconfitte. In seguito allenò per quattro stagioni, dal 1997 al 2000, la franchigia delle Phoenix Mercury nella Women's National Basketball Association (WNBA), ricoprendo anche il ruolo di general manager. Nel 1998 portò la squadra alle finali di lega, perdendo poi dalle Houston Comets. Si dimise dall'incarico nel 2000, assumendo poi le vesti di commentatrice televisiva.
Nel 1995 Cheryl Miller fu inserita nella Basketball Hall of Fame, la hall of fame della pallacanestro. Nel 1999 fu inserita anche nella neonata Women's Basketball Hall of Fame, la hall of fame dedicata alla pallacanestro femminile.

## Palmarès
- 2 volte campione NCAA (1983, 1984)
- 2 volte NCAA Basketball Tournament Most Outstanding Player (1983, 1984)